# Голландська білочуба

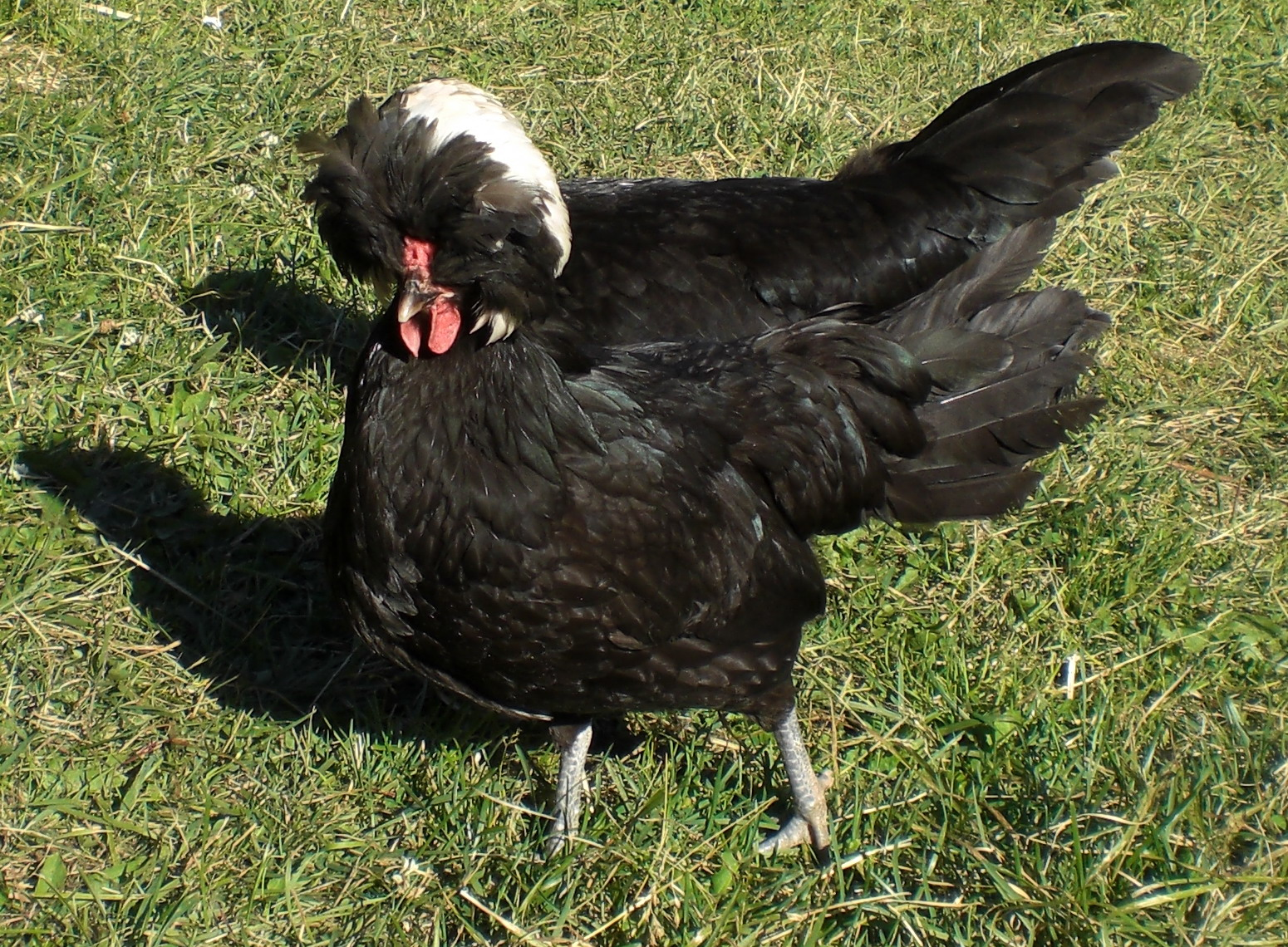
Курка

Голландська білочуба (нім. Holländisches Haubenhuhn, нід. Hollandse kuifhoen) — декоративна порода курей, що виведена в Нідерландах кілька століть тому.

## Продуктивність
Півень важить 2,0-2,5 кг курка 1,5-2,0 кг. Несучість в перший рік становить 140 яєць, в другий — 100 яєць. Яйця з білою шкаралупою, вагою понад 50 г.

## Особливості

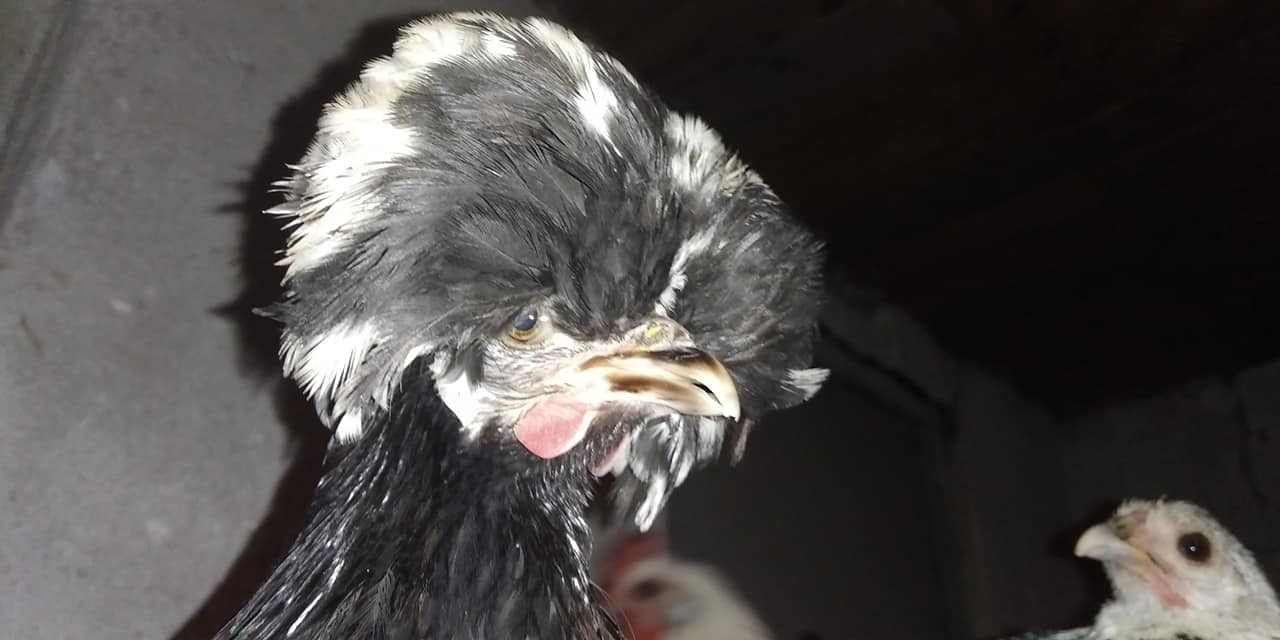
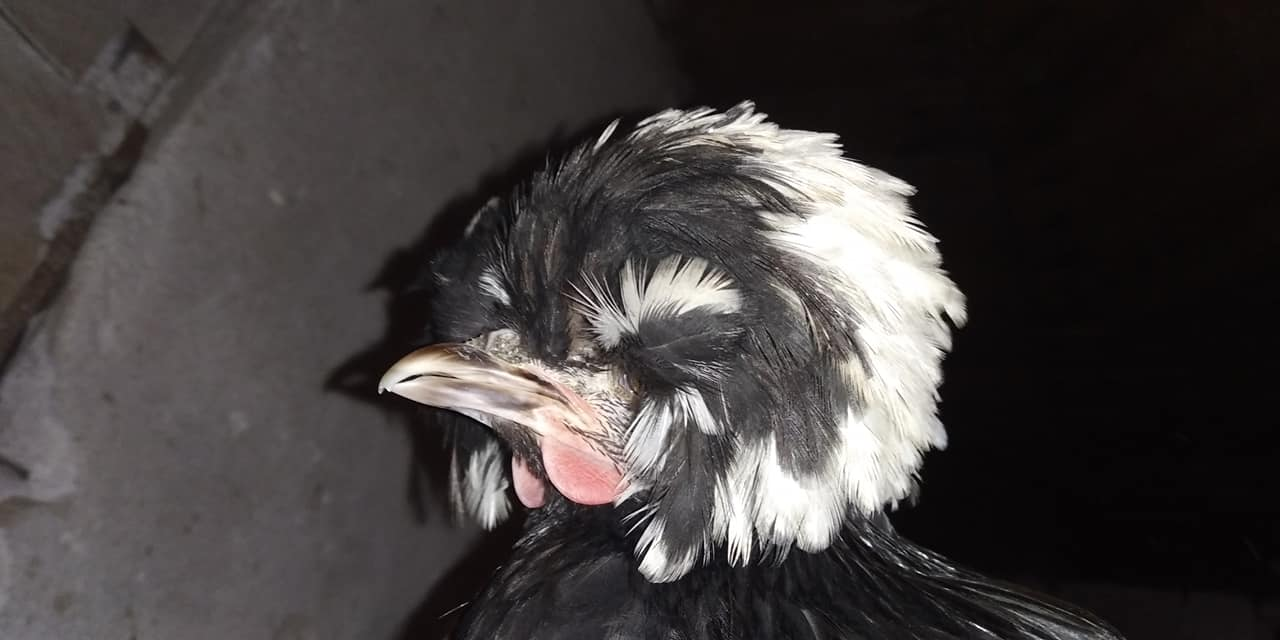
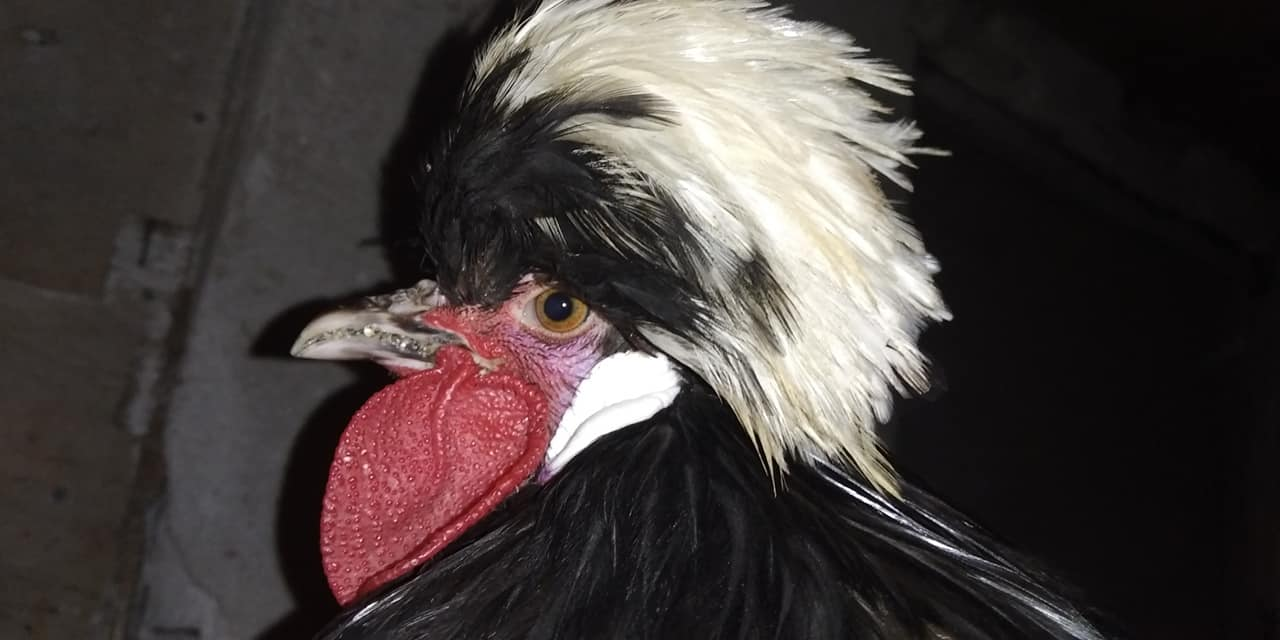

Вага до 2,5 кг. Забарвлення чорне, біле або блакитне. Оперення щільно прилягає. Характерна особливість породи — білий або біло-чорний чубчик.